# 楊北辰
楊北辰（1970年—），出生於台灣台北，1999年畢業於台北藝術大學美術學系，1999年至2003年留學並旅居西班牙，並於2014年獲得藝術博士學位。目前在台北居住、教學和創作。
楊北辰為台灣當代寫實雕刻的最具代表性藝術家。他擅長於利用整塊原木，以極端精細的雕刻手法配合高度擬真的著色表現來模擬紙類或皮件的表面肌理，創造出幾乎令人在視覺上無法辨別材質真偽的超級寫實木雕作品。其作品的創作題材大都取自於自身或他人所使用過的生活性物件，如：紙箱，手套，皮包，大衣，皮鞋...等，並透過對這些物件進行冷靜與緩慢的複刻來呈現深刻而抒情的側寫，並且敘述這些物件背後所蘊藏的故事和記憶。

## 學歷
- 2014  西班牙瓦倫西亞大學 當代雕塑藝術研究所 博士
- 2001  西班牙薩拉曼卡大學 美術創作研究所 碩士
- 1999  台北藝術大學 美術學系 學士

## 經歷
- 2014  三義木雕博物館藏品價值評定委員
- 2013  二〇一三國際木雕比賽評審委員，第四屆國際袖珍雕塑展評審委員
- 2012	二〇一二台灣工藝競賽評審委員，第三屆國際袖珍雕塑展評審委員，第一屆麗寶雕塑新人獎評審委員
- 2011	國立台灣藝術大學雕塑系客座助理教授，二〇一一台灣國際木雕競賽評審委員
- 2010  第十四屆裕隆木雕創新獎評審委員，第一屆臺灣木雕工藝師認證評定審查委員
- 2008  三義木雕博物館館藏充實計畫評審委員
- 2007  台灣區全國木雕創作比賽評審委員，台灣工藝競賽評審委員，國立台灣藝術大學雕塑學系兼任講師，三義木雕博物館文物館藏充實計畫評審委員
- 2006  台灣區全國木雕創作比賽評審委員，台南應用科技大學美術學系兼任講師，苗栗美展木雕類評審委員，第一屆台灣木雕藝術薪傳創作營主持人
- 2005  台灣行政院農委會全國漂流木創作比賽評審委員
- 2004  台灣區全國木雕創作比賽評審委員，長榮大學美術學系專任講師，三義木雕博物館珍貴動產評定審查委員

## 展覽

### 個展
- 2010  “雕刻記憶”（寒舍空間/台北）
- 2012  “雕刻記憶II”（華山1914文化創意產業園區/台北）

### 群展
- 2015  “風華．再現”-宜蘭美展三十年/台灣藝術名家展（宜蘭美術館/宜蘭），“木質的視野”-2015國際木質創作展（總爺藝文中心/台南）
- 2014  “明天”當代雕塑展（四川美院/四川），Art Taipei 台北國際藝術博覽會（台北國際世貿中心/台北）
- 2013  “後擴展時代的台灣當代雕塑”-2013 Formosa雕塑雙年展（駁二藝術特區/高雄），“零度狀態”–台灣寫實藝術家作品聯展（寒舍艾美酒店藝文空間/台北），第四屆國際袖珍雕塑展（台灣藝術大學博物館/台北），2013 Art Taipei 台北國際藝術博覽會（台北國際世貿中心/台北）
- 2012  “跨寫實”（大象藝術空間館/台中），第三屆國際袖珍雕塑展（台灣藝術大學博物館/台北），2012 Art Taipei 台北國際藝術博覽會（台北國際世貿中心/台北）
- 2011	粉樂町─台北東區當代藝術展，首爾國際雕塑藝術博覽會（首爾藝術中心/首爾），國立台灣藝術大學第二屆袖珍雕塑展（清華大學藝術中心/台灣藝術大學博物館/台北）
- 2010  第一屆中國當代藝術文獻展“改造歷史-十年中國新藝術展”（北京國家會議中心/北京）
- 2009  台灣VS.西班牙國際木雕藝術交流展(台灣三義木雕博物館/西班牙瓦倫西亞船塢藝術空間)
- 2008  第二屆上海當代藝術館文獻展“夢蝶”（上海當代藝術館/上海）
- 2007  C.I.G.E.—北京國際藝術博覽會（國際貿易大樓/北京），亞美國際木雕藝術交流展（三義木雕博物館/苗栗）
- 2006  亞細亞現代雕刻交流展（華山文化園區/台北）
- 2005  當代台灣木雕高峰會－台灣當代木雕名家聯展（三義木雕博物館/苗栗縣）
- 2004  亞歐國際木雕藝術交流展（三義木雕博物館/苗栗），亞細亞現代雕刻交流展（弘益大學美術館/首爾）
- 2003  當代雕塑新貌研討會專題展（瓦倫西亞綜合技術大學/瓦倫西亞）
- 2001  西班牙艾里薩國際雕塑大獎專題展（羅貝特宮/巴塞隆納）

### 策展
- 2015  木質慾（CAM+ 藝術空間/台北）
- 2013 	視點．觀點—遊木民族新觀察（大象藝術空間館/台中）
- 2011	建國百年國際木雕藝術節（東勢林業文化園區/台中），行旅藝創—時間與空間的感知（滬水一方藝文空間/台北）
- 2009	台灣VS.西班牙國際木雕藝術交流展（三台北）
- 2010  “雕刻記憶”（寒舍空間/台北）

## 典藏
- 2013  國立台灣美術館，《靴3號》
- 2004  三義木雕博物館，《浴袍1號》，三義木雕博物館，《毛巾1號》